# 扶羅鎮
扶羅鎮（ふらちん）は中華人民共和国湖南省懐化市新晃トン族自治県の鎮。

## 行政区画
- 扶羅社区
- 傘寨村
- 東風村
- 桂貢村
- 扶羅村
- 雲渓村
- 皂渓村
- 岑荘村
- 拱夫村
- 弓判村
- 克寨村
- 横坡村
- 岑竜寨村
- 桐木村
- 八岱村
- 三江村
- 丈渓村

## 歴史
2000年4月、扶羅鎮に昇格。2015年12月、新寨郷と李樹郷の楓木村・大晏村・紅星村・科頼村・坪地村など、天国郷の彭岩村・渡渓村と晏郷里の大湾村は扶羅鎮に合併されている。

## 経済

### 名物・特産品
- 重晶石
- 鉄
- 鉛
- 亜鉛

## 地理
扶羅鎮は新晃トン族自治県南部に位置し、北は魚市鎮と、東北は禾灘鎮と、西北は林沖鎮と、東南は中寨鎮と、西南は涼傘鎮と、南は貢渓鎮・天柱県とそれぞれ接している。
- 河川：平渓河
- 湖：朝陽水庫
- 山：羅沖蓋山（920メートル）

## 交通

### 道路
- 省道S232